# Ionuț Vînă
Ionuț Daniel Vînă (Galați, 20 febbraio 1995) è un calciatore rumeno, centrocampista del Farul Costanza.

## Caratteristiche tecniche
È un centrocampista, in passato ha giocato anche come seconda punta.

## Palmarès

### Club

#### Competizioni nazionali
- Campionato rumeno: 1

Viitorul Costanza: 2016-2017
- Coppa di Romania: 2

Viitorul Costanza: 2018-2019
FCSB: 2019-2020
- Supercoppa di Romania: 1

Viitorul Constanța: 2019